# Szving mindhalálig
A Szving mindhalálig (eredeti cím: Swing Kids) egy  1993-ban bemutatott  amerikai–cseh zenés filmdráma három, a náci rendszerrel nem szimpatizáló, a szving zenét és táncot kedvelő, ezért üldözött  fiatalról.

## Cselekmény
1938-ban a  hitleri Németországban, Hamburgban járunk. A rendszer napról napra kezd eldurvulni, mindenki köteles felsorakozni a náci eszme mögé. A módszer jobb esetben a propaganda és agymosás, rosszabb esetben a fizikai erőszak, vagy akár megsemmisítés. A tiltás az olyan ártalmatlan dolgokra is vonatkozik, mint a rendszernek nem tetsző zene, vagy tánc. Ezek közé tartozik a harmincas évek népszerű amerikai zenéje a szving is.
A három jóbarát, végzős gimnazista fiú, Arvid, Peter és Thomas mindent megtesz, hogy megőrizhesse önmagát az egyént a sorba kényszerítő, az ellenszegülőkkel brutálisan leszámoló Harmadik Birodalomban. Peter félárva, apja kommunistagyanúba került, mivel megpróbálta megvédeni egy zsidó kollégáját, ezért elvitték és gyakorlatilag agyonverték. Thomas kötelezően a Hitlerjugend tagja. Arvid mozgássérült, csak bottal tud járni, ezért önmagában is másodrendű polgárnak számít.
Noha nem politizálnak, hosszabb hajukkal és szvinges öltözékükkel, a szving zene iránti szeretetükkel és szabadságeszményükkel kilógnak a sorból. Szabad estéiken a Café Bismarckba járnak, ahol amerikai szving zene és nekivadult tánc mellett kieresztik a gőzt.  
Egy alkalommal Thomas véletlenül megkarcolja Arvid egyik betiltott, ezért már beszerezhetetlen gramofonlemezét. Noha elnézést kér, Arvid balhézni kezd, a csak kissé megsérült lemezt dühében földhöz vágja és barátait elzavarja. Hogy kiengeszteljék, Peter és Thomas ellopnak számára egy péküzletből egy rádiót, amiről tudják, hogy egy kifosztott zsidó lakásból származik. Thomas eltűnik, de Petert elkapják.
A helyi Gestapo főnöke, aki élénken érdeklődik Peter csinos anyja iránt, felajánlja, hogy vagy börtönbe megy, vagy belép a Hitlerjugendbe, értelemszerűen az utóbbit választja. A sánta lábú Arvidot sérültsége, hosszabb haja, és egy nála lévő Benny Goodman lemez miatt egy Hitlerjugend őrjárat az utcán agyba-főbe veri. Rájön, hogy számára ebben a világban nincs hely, öngyilkos lesz.
Thomas már egy ideje kötelezően a Hitlerjugend tagja. Eleinte csak muszájból teszi, de később Emil, a helyi Hitlerjugend vezető útmutatásával a náci ideológia, az erő és erőszakkultusz feltétlen híve lesz, eltávolodik szvinges életvitelétől és Petertől. Egyik ottani feladatuk, hogy mindenki, még a saját családjuk után is kémkedni, majd jelenteni kell. Thomas saját apját is feljelenti egy Hitlerellenes megjegyzése miatt, ezért elviszik. Peter megpróbálja számonkérni rajta viselkedését, de olyan szintű volt azt agymosás, hogy Thomas meg sem hallgatja. 
Peter nem hisz ugyan az eszmében, de megpróbál látszólag beilleszkedni, nyíltan nem száll szembe a rendszerrel. A mélypont, amikor Hitlerjugend feladatként a nácik által elvitt, majd megölt emberek hamvait tartalmazó dobozokat kell személyesen elvinnie a családoknak, ekkor elhatározza, hogy nem fog hazugságban és félelemben élni. 
Leveszi Hitlerjugend egyenruháját, helyette magára ölti megszokott szvinges-jampis ruháját, majd tudatosan elmegy egy olyan jazz-klubba, amiről tudja, hogy a Hitlerjugend hamarosan meg fogja támadni. Barátságuk utolsó emlékeként Thomas kérleli, hogy ne tegye, de Peter nem hallgat rá, utoljára egy hatalmas szvinges bulit tart. Az est közepén a mulatót a rendőrség és a Hitlerjugend lerohanja, a közönséget összeverik és elviszik. Peter és a támadók között lévő Thomas csúnyán összeverekednek, de végül Thomas újra kéri Petert, rohanjon el, míg nem késő, de Peter marad. Mosolyogva és „Swing Heil”-t kiáltva száll be a rendőrautóba, sorsa nem lehet kétséges.

## Történelmi háttér
A „Swingjugend” egy az 1930-as években Németországban létezett mozgalom volt. Elsősorban Hamburgban és Berlinben volt népszerű, főként a 15 és 21 közötti fiatalok körében. Nevét a Hitlerjugend ellenpontozásaként kapta, hívei gyakorta a „sieg heil” után a „swing heil” köszöntést használták. A mozgalom lényegét a szving zene és tánc szeretete, az amerikai életérzés és szabadságeszmény jelentette. Noha némi külsőségen és a militarizmus elutasításán kívül közvetlen politikai vonzata nem volt, az egyöntetűségre törekvő, ellenvéleményt nem tűrő, militáns harmadik birodalomban a szving híveit üldözték, végezetül a néger és zsidó eredetűnek és dekadensnek titulált szving zenét is betiltották.

## Forgatási helyszín
A film Hamburgban játszódik, a Harmadik Birodalom idején. A film forgatási helyszíne Prága volt, de mint lehetőség, Budapest is szóba került. Több, valós helyszínen is forgattak. A Cafe Bismarck egy működő színház volt. A belső jeleneteket a Barrandov Filmstudióban építették fel.

## Fogadtatás
Az amerikai, vagy akár európai nézők számára csak kevéssé ismert témát feldolgozó film nem lett népszerű, a mozibemutató veszteséges volt. A készítés költségei meghaladták a 12 millió dollárt, de a bemutatását követően csupán 5,6 millió dollár bevételt hozott. A kritikusok túl sivárnak találták a filmet, a Rotten Tomates oldalán is csak 43%-os az értékelése.

## Szereplők
| Karakter            | Színész             | Magyar hang          |
| ------------------- | ------------------- | -------------------- |
| Peter Müller        | Robert Sean Leonard | Görög László         |
| Thomas Berger       | Christian Bale      | Bor Zoltán           |
| Arvid               | Frank Whaley        | Lippai László        |
| Frau Müller         | Barbara Hershey     | Kútvölgyi Erzsébet   |
| Evey                | Tushka Bergen       | Kisfalvi Krisztina   |
| Willi Müller        | David Tom           | Molnár Levente       |
| Frau Linge          | Julia Stemberger    | Málnai Zsuzsa        |
| Otto                | Jayce Bartok        | Alföldi Róbert       |
| Emil Lutz           | Noah Wyle           | Csankó Zoltán        |
| Herr Schumler       | Johan Leysen        | Koroknay Géza        |
| Herr Hinz           | Douglas Roberts     | Szabó Sipos Barnabás |
| Bannführer          | Martin Clunes       | Felföldi László      |
| Herr Knopp, gestapo | Kenneth Branagh     | Mihályi Győző        |

## Filmzenei album
Az album a film James Horner szerezte kísérőzenéjét, valamint az 1930-as években népszerű, a filmben is hallható szving zeneszámokat tartalmazza.
- 1. Sing, Sing, Sing (With a Swing) – 5:05
- 2. Nothing to Report – 1:37
- 3. Shout and Feel It – 2:27
- 4. It Don't Mean A Thing (If It Ain't Got That Swing) – 2:51
- 5. The Letter – 4:12
- 6. Flat Foot Floogee – 3:20
- 7. Arvid Beaten – 2:12
- 8. Swingtime in the Rockies – 3:10
- 9. Daphne – 1:52
- 10. Training for Utopia – 3:45
- 11. Life Goes to a Party/Jumpin' at the Woodside – 2:17
- 12. Goodnight, My Love – 3:08
- 13. Ashes – 4:21
- 14. Bei Mir Bist Du Schön – 4:11
- 15. The Bismarck – 3: